# كينيث كوب (ممثل)
كينيث كوب (بالإنجليزية: Kenneth Cope)‏ (14 أبريل 1931 - 11 سبتمبر 2024)، هو ممثل بريطاني، ولد في 14 أبريل 1931 في ليفربول في المملكة المتحدة.

## أعمال

### أفلام
- (1965) جنكيز خان

### مسلسلات
- بروكسايد

## وصلات خارجية
- كينيث كوب على موقع IMDb (الإنجليزية)
- كينيث كوب على موقع ميوزك برينز (الإنجليزية)
- كينيث كوب على موقع أول موفي (الإنجليزية)
- كينيث كوب على موقع قاعدة بيانات الأفلام السويدية (السويدية)
- كينيث كوب على موقع قاعدة بيانات الفيلم (الإنجليزية)